# Susanne Ditlevsen
Susanne Ditlevsen (18. marts 1965 i København) er en dansk skuespiller, forsker, professor i statistik på Københavns Universitet og præsident for Videnskabernes Selskab.
Ditlevsen blev student fra Det Frie Gymnasium i 1983,
og tog derefter en teateruddannelse fra teaterskolen Teaterklanen.
Herefter turnerede hun igennem en årrække frem 1999 i Spanien.
I 1994 begyndte Ditlevsen at læse matematik og fik en kandidatgrad fra det spanske fjernuniversitet UNED og senere en kandidatgrad i statistik fra Københavns Universitet. Hun blev i 2005 ph.d. i biostatistik fra Biostatistisk Afdeling i Københavns Universitets sundhedsvidenskabelige fakultet. Hendes ph.d.-afhandling bar titlen "Modelling af physiological processes by stochastic differential equations". I 2011 blev hun professor i statistik og stokastiske modeller på universitetets Institut for Matematiske Fag.
Ditlevsen har udgivet en længere række videnskabelige artikler.
I 2016 blev Ditlevsen valgt ind i Videnskabernes Selskab,
og i 2024 blev hun præsident for selskabet.
Ditlevsens bror er klimafysikeren Peter Ditlevsen.
Sammen har de udgivet en artikel om AMOC-havstrømmen.